# Андріївка (Сахновщинська селищна громада)
Андрі́ївка — село в Україні, у Сахновщинській селищній громаді Берестинського району Харківської області. Населення — 122 особи. До 2020 року орган місцевого самоврядування — Новоолександрівська сільська рада.

## Географія
Село Андріївка розташоване на правому березі річки Оріль, вище за течією на відстані 4,5 км розташоване село Степанівка, нижче за течією на відстані 1 км розташоване село Халтуріна, на протилежному березі — впадає річка Орілька і розташоване село Аполлонівка. Через село пролягає залізниця, найближчий пасажирський залізничний зупинний пункт Платформа 146 км (за 3 км).

## Історія
Село засноване 1850 року.
12 червня 2020 року, відповідно з розпорядженням Кабінету Міністрів України № 725-р «Про визначення адміністративних центрів та затвердження територій територіальних громад Харківської області», Новоолександрівська сільська рада об'єднана з Сахновщинською селищною громадою.
19 липня 2020 року, в результаті адміністративно-територіальної реформи та ліквідації Сахновщинського району, село увійшло до складу новоутвореного Красноградського району (з 2024 року — Берестинського району).